# Epimetasia
Epimetasia là một chi bướm đêm thuộc họ Crambidae.

## Các loài
- Epimetasia abbasalis Amsel, 1974
- Epimetasia albalis Amsel, 1959
- Epimetasia eoa (Meyrick, 1936)
- Epimetasia gregori Amsel, 1970
- Epimetasia monotona (Amsel, 1953)
- Epimetasia rhodobaphialis (Ragonot, 1894)
- Epimetasia rufoarenalis (Rothschild, 1913)
- Epimetasia vestalis (Ragonot, 1894)